# 4 avril 1980
Le vendredi 4 avril 1980 est le 95e jour de l'année 1980.

## Naissances
- Éric Kibanza, judoka congolais
- Baptiste Mylondo, enseignant français
- Bekzat Sattarkhanov (mort le 31 décembre 2000), boxeur kazakh
- Björn Wirdheim, pilote automobile suédois
- C4bal, rappeur brésilien
- Collette Wolfe, actrice américaine
- Frédéric Rusanganwa, joueur de football rwandais
- Hailu Mekonnen, athlète éthiopien spécialiste du fond et du cross-country
- Johanna Manninen, sprinteuse finlandaise
- Johnny Borrell, chanteur et guitariste anglais
- Jon Dunbar, joueur de rugby
- Mariette Navarro, poétesse française
- Mark Tuitert, patineur de vitesse néerlandais
- Pavel Kružajev, joueur estonien de volley-ball
- Stéphane Peyrot, pianiste, compositeur, orchestrateur et arrangeur français
- Steve Molitor, boxeur canadien

## Décès
- Aleksander Ford (né le 24 novembre 1908), réalisateur polonais
- Guy Desson (né le 7 avril 1909), personnalité politique française
- Pedro Laza (né le 2 décembre 1904), musicien colombien
- Władysław Tatarkiewicz (né le 3 avril 1886), philosophe polonais

## Événements
- Création des montagnes russes Corkscrew du parc Alton Towers au Royaume-Uni
- Formation du gouvernement Cossiga II en Italie